# Christine Nöstlinger
Christine Nöstlinger (n. 13 octombrie 1936, Viena, Statul Federal al Austriei – d. 28 iunie 2018, Viena, Austria) a fost o scriitoare austriacă.
După poveștiile sale, Nöstlinger a fost un copil "sălbatic" și nervos, și după ce a terminat liceul, a vrut să devină artistă. A studiat arte grafice la Academia Artelor Aplicate din Viena, și a lucrat ca și artist grafic pentru câțiva ani, înainte de a se căsători cu un jurnalist, Ernst Nöstlinger, cu care a avut două fete. Astăzi, trăiește ori în Viena, ori în casa ei rurală din Austria Inferioară.
Majoritatea producțiilor lui Nöstlinger sunt literatură de copii și tineri, deși scrie și pentru televiziune, radio și ziare. Publicațiile sale au o idee centrală anti-autoritară și în general discută subiecte dificile.
Prima sa carte a fost Die feuerrote Friederike, publicată în 1970, care a fost ilustrată de ea. Cartea a fost publicată în engleză în 1975, sub titlul Fiery Frederica (Frederica focoasă).